# Jaufenpass
Der Jaufenpass oder einfach Jaufen (italienisch Passo di Monte Giovo) ist ein Gebirgspass in Südtirol (Italien). Er verbindet auf einer Höhe von 2094 m s.l.m. das Waltental mit dem Ratschingstal bzw. großräumiger Passeier mit dem Wipptal. An der Passhöhe endet zudem auch das parallel zum Ratschingstal verlaufende Jaufental. Die den Pass erschließende Straße, die Strada Statale 44 del Passo di Giovo, ist sehr kurvenreich und hat 20 Kehren.

## Beschreibung
Der Jaufenpass ist der nördlichste für den allgemeinen Kraftverkehr befahrbare inneritalienische Alpenpass und die kürzeste Verbindung zwischen Meran und Sterzing. Er verbindet die Sarntaler Alpen im Osten mit den Stubaier Alpen im Westen. Überragt wird der Pass von der Jaufenspitze (2481 m) und dem Saxner (2358 m). Auf dem Pass befinden sich u. a. die Kapelle Maria Heimsuchung und das Jaufenpasshaus.

## Geschichte
Der Jaufen wurde wohl schon in der Steinzeit recht rege von Jägern begangen; Funde, die man an einem breiten Bergkamm zwischen der heutigen Straße und dem alten Jaufenweg machte, zeugen davon. Auch später vergaß man den Übergang nicht, und die Verbindung wurde weiterhin benutzt – so auch in der Bronzezeit, wie der Fund eines Beils im Jaufental aus dieser Zeit belegt.
Schon früh wurde der alte Pfad von den Römern ausgebaut, mutmaßlich sogar einmal umfangreich kurz nach dem Jahr 200. Zu dieser Zeit baute man die Brennerstraße als befahrbare Trasse aus (Via Raetia).
Im Hinblick auf die Wichtigkeit dieser Verbindung wurde eine Straße auf den Jaufenpass erst relativ spät erbaut, nämlich in den Jahren 1903–1912. An ihre feierliche Eröffnung, die von zahlreichen Honoratioren des Kronlandes Tirol zelebriert wurde, erinnert eine Marmor-Stele beim Jaufenhaus. August Ritt, der verantwortliche Bautechniker und spätere Minister für öffentliche Arbeiten, wurde 1911 als Ritter von Jaufen geadelt.
Bis zum Bau der Straße auf den Jaufenpass nutzte man für den Passverkehr den alten und steilen Saumweg. Anders als die heutige Straße verlief dieser etwas weiter westlich, dennoch nutzt auch die heutige SS 44 zum Teil die alte Route, indem sie ebenfalls nicht durch das Jaufental zum Pass ansteigt, sondern über den Jaufenwald genannten Höhenrücken zwischen Jaufental und Ratschingstal führt. Anders als der steile Anstieg aus dem Jaufental ermöglichte diese Trassenführung einen relativ leichten Anstieg, der sich auch bei der Autostraße darin zeigt, dass auf der Nordrampe deutlich weniger Kehren und Brücken notwendig sind als auf der Südrampe.

## Name
Der Name Jaufen geht auf das alpenromanische juvu (lateinisch iugum) mit der Bedeutung „Joch“ zurück.